# Novial

Bandeira do Novial.

O novial é uma Idioma artificial criado pelo destacado linguista dinamarquês Otto Jespersen com o intuito de facilitar a comunicação entre os povos. A palavra novial provém da combinação do prefixo nov (novo) e as iniciais do termo International Auxiliary Language (em português: língua auxiliar internacional; pelo que, novial significa nova língua auxiliar internacional). Jespersen, que havia previamente participado na formação do idioma ido como substituição do esperanto, desenvolveu o novial a partir dos vocábulos das línguas romanas e germânicas e uma gramática muito similar à do idioma inglês e línguas germânicas.

## História
O novial foi publicado por Jespersen no livro ''An International Language", em 1928. Posteriormente introduziram-se algumas reformas no primeiro dicionário, Novial Lexike, publicado em 1930. Em 1934 Jespersen introduziu mudanças distinguindo entre um novial fonético (versões de 1928 e 1930) e um ortográfico. Esta última mudança incorpora as letras Ç, S e Z, que criaram problemas na escrita que seguia um princípio fonético, além de mudanças nas terminações dos (afixos) que produziram discrepâncias morfológicas importantes.
Em 1934 a antiga revisão no ido Mondo editada em Estocolmo muda seu nome para Novialistes e serve como órgão de discussão e difusão do novo idioma, encerrando-se em 1939. Após a morte de Jespersen em 1943 o idioma deixou de obter adeptos e permaneceu no esquecimento até à década de 1990, quando ganhou novos adeptos graças à Internet. Uma nova versão da língua tem sido popularizada na rede sob o nome de novial 98.

### Alfabeto e pronunciação
O novial (segundo as versões de 1928 e 1930 que são as aceitas majoritariamente como a norma) usa o alfabeto romano com certas modificações para adequá-la foneticamente. Está composto por 26 letras (21 consoantes e 5 vogais). Distingue três dígrafos que são: Ch, Sh e Qu. Esta última em vez do Q. Para Ch e Sh, no caso da escrita, ambas são válidas se não se conhece o acordo exato da letra. C e Z usam-se única e exclusivamente em nomes estrangeiros.
| letra | AFI                                                         |
| ----- | ----------------------------------------------------------- |
| A a   | [a]                                                         |
| B b   | [b]                                                         |
| C c   | Somente em estrangeirismos ou em termos técnicos [s] ou [k] |
| Ch ch | [ʧ] ou [ʃ]                                                  |
| D d   | [d]                                                         |
| E e   | [e] ou [ɛ]                                                  |
| F f   | [f]                                                         |

| letra | AFI        |
| ----- | ---------- |
| G g   | [ɡ]        |
| H h   | [h]        |
| I i   | [i]        |
| J j   | [ʤ] ou [ʒ] |
| K k   | [k]        |
| L l   | [l]        |
| M m   | [m]        |

| letra | AFI          |
| ----- | ------------ |
| N n   | [n]          |
| O o   | [o] ou [ɔ]   |
| P p   | [p]          |
| Qu qu | [kw] ou [kv] |
| R r   | [r]          |
| S s   | [s]          |
| Sh sh | [ʃ] ou [ʧ]   |

| letra | AFI                                                          |
| ----- | ------------------------------------------------------------ |
| T t   | [t]                                                          |
| U u   | [u]                                                          |
| V v   | [v]                                                          |
| W w   | [w] ou [u] ou [v]                                            |
| X x   | [ks] ou [gz]                                                 |
| Y y   | [j]                                                          |
| Z z   | Somente em estrangeirismos ou em termos técnicos [z] ou [ts] |

### Pai Nosso em Novial
Nusen Patro kel es in siele,
mey vun nome bli sanktifika,
mey vun regno veni,
mey vun volio eventa sur tere kom in siele.
Dona a nus disidi li omnidiali pane,
e pardona a nus nusen ofensos
kom anke nus pardona a nusen ofensantes,
e non dukte nus en li tento

ma fika nus liberi fro li malum.